# Liste der Nummer-eins-Hits in der Schweiz (2001)
Dies ist eine Liste der Nummer-eins-Hits in der Schweiz im Jahr 2001. Sie basiert auf den Top 100 Singles und Top 100 Alben der offiziellen Schweizer Hitparade. Es gab in diesem Jahr 14 Nummer-eins-Singles und 18 Nummer-eins-Alben.

## Singles
| ← 2000 ← | Liste der Nummer-eins-Hits in der Schweiz | Liste der Nummer-eins-Hits in der Schweiz               | Liste der Nummer-eins-Hits in der Schweiz | 2002 →                    |
| \| Zeitraum \| Wo. ges. \| Interpret \| Titel Autor(en) \| Zusätzliche Informationen \| \| (Zeitraum, Wochen auf Platz eins, Interpret, Titel, Autor[en], zusätzliche Informationen) \| \| \| \| \| \| ----------------------------------------------------------------------------------------- \| -------- \| ------------------------------------------------------- \| ------------------------------------------------------------------------------------------------------------------------------------------------------------------------------------------------------------------- \| ------------------------- \| \| 17. Dezember 2000 – 6. Januar 2001 3 Wochen \| 3 \| Gotthard \| Heaven Steve Lee, Leo Leoni, Heinz Habegger, Chris von Rohr, Armand Meyer, Markus Probst \| – \| \| 7. Januar 2001 – 24. Februar 2001 7 Wochen \| 7 \| Eminem feat. Dido \| Stan Dido Armstrong, Paul Philip Herman, Marshall Mathers \| – \| \| 25. Februar 2001 – 7. April 2001 6 Wochen \| 6 \| No Angels \| Daylight in Your Eyes Anthony Michael Bruno, Tommy Byrnes, Paul Mihalitsianos \| – \| \| 8. April 2001 – 19. Mai 2001 6 Wochen \| 6 \| Crazy Town \| Butterfly Michael Peter Balzary, Anthony Kiedis, Chad Gaylord Smith, John Anthony Frusciante, Bret H. Mazur, Seth Brooks Binzer \| – \| \| 20. Mai 2001 – 23. Juni 2001 5 Wochen \| 5 \| Safri Duo \| Played-A-Live (The Bongo Song) Morten Friis, Uffe Savery, Michael Parsberg \| – \| \| 24. Juni 2001 – 14. Juli 2001 3 Wochen \| 3 \| Shaggy feat. Rayvon \| Angel Steven Haworth Miller, Eddie Curtis, Ahmet Ertegun, Chip Taylor \| – \| \| 15. Juli 2001 – 27. August 2001 7 Wochen \| 7 \| Christina Aguilera, Lil’ Kim, Mýa, Pink & Missy Elliott \| Lady Marmalade Bob Crewe, Kenny Nolan \| – \| \| 28. August 2001 – 8. September 2001 1 Woche \| 1 \| S Club 7 \| Don’t Stop Movin’ Rachel Lauren Stevens, Hannah Louise Spearritt, Bradley John McIntosh, Jonathan Henry Lee, Paul Gerald Cattermole, Joanne Valda O’Meara, Tina Ann Barrett, Simon Peter Ellis, Sheppard J. Solomon \| – \| \| 9. September 2001 – 13. Oktober 2001 5 Wochen \| 5 \| Eve feat. Gwen Stefani \| Let Me Blow Ya Mind Eve Jihan Jeffers, Andre Romell Young, Michael A. Elizondo Jr., Scott Spencer Storch \| – \| \| 14. Oktober 2001 – 3. November 2001 3 Wochen \| 3 \| Enya \| Only Time Musik: Eith Ní Bhraonáin, Nicholas Dominick Ryan; Text: Roma Shane Ryan \| – \| \| 4. November 2001 – 1. Dezember 2001 4 Wochen \| 4 \| Kylie Minogue \| Can’t Get You Out of My Head Cathy Dennis, Robert Berkeley Davis \| – \| \| 2. Dezember 2001 – 8. Dezember 2001 1 Woche \| 1 \| Enrique Iglesias \| Hero Enrique M. Iglesias, Paul Michael Barry, Mark Taylor \| – \| \| 9. Dezember 2001 – 22. Dezember 2001 2 Wochen \| 2 \| Tears \| M.U.S.I.C. Sergio Fertitta \| – \| \| 23. Dezember 2001 – 12. Januar 2002 3 Wochen \| 3 \| Bro’Sis \| I Believe Alex Jörg Christensen, Peter Könemann, Jens Klein, Clyde Joseph Ward \| – \| |                                           |                                                         | |                           |
| ← 2000 |                                           |                                                         | | → 2002 →                  |
| Zeitraum | Wo. ges.                                  | Interpret                                               | Titel Autor(en) | Zusätzliche Informationen |
| (Zeitraum, Wochen auf Platz eins, Interpret, Titel, Autor[en], zusätzliche Informationen) |                                           |                                                         | |                           |
| 17. Dezember 2000 – 6. Januar 2001 3 Wochen | 3                                         | Gotthard                                                | Heaven Steve Lee, Leo Leoni, Heinz Habegger, Chris von Rohr, Armand Meyer, Markus Probst | –                         |
| 7. Januar 2001 – 24. Februar 2001 7 Wochen | 7                                         | Eminem feat. Dido                                       | Stan Dido Armstrong, Paul Philip Herman, Marshall Mathers | –                         |
| 25. Februar 2001 – 7. April 2001 6 Wochen | 6                                         | No Angels                                               | Daylight in Your Eyes Anthony Michael Bruno, Tommy Byrnes, Paul Mihalitsianos | –                         |
| 8. April 2001 – 19. Mai 2001 6 Wochen | 6                                         | Crazy Town                                              | Butterfly Michael Peter Balzary, Anthony Kiedis, Chad Gaylord Smith, John Anthony Frusciante, Bret H. Mazur, Seth Brooks Binzer                                                                                     | –                         |
| 20. Mai 2001 – 23. Juni 2001 5 Wochen | 5                                         | Safri Duo                                               | Played-A-Live (The Bongo Song) Morten Friis, Uffe Savery, Michael Parsberg | –                         |
| 24. Juni 2001 – 14. Juli 2001 3 Wochen | 3                                         | Shaggy feat. Rayvon                                     | Angel Steven Haworth Miller, Eddie Curtis, Ahmet Ertegun, Chip Taylor | –                         |
| 15. Juli 2001 – 27. August 2001 7 Wochen | 7                                         | Christina Aguilera, Lil’ Kim, Mýa, Pink & Missy Elliott | Lady Marmalade Bob Crewe, Kenny Nolan | –                         |
| 28. August 2001 – 8. September 2001 1 Woche | 1                                         | S Club 7                                                | Don’t Stop Movin’ Rachel Lauren Stevens, Hannah Louise Spearritt, Bradley John McIntosh, Jonathan Henry Lee, Paul Gerald Cattermole, Joanne Valda O’Meara, Tina Ann Barrett, Simon Peter Ellis, Sheppard J. Solomon | –                         |
| 9. September 2001 – 13. Oktober 2001 5 Wochen | 5                                         | Eve feat. Gwen Stefani                                  | Let Me Blow Ya Mind Eve Jihan Jeffers, Andre Romell Young, Michael A. Elizondo Jr., Scott Spencer Storch | –                         |
| 14. Oktober 2001 – 3. November 2001 3 Wochen | 3                                         | Enya                                                    | Only Time Musik: Eith Ní Bhraonáin, Nicholas Dominick Ryan; Text: Roma Shane Ryan | –                         |
| 4. November 2001 – 1. Dezember 2001 4 Wochen | 4                                         | Kylie Minogue                                           | Can’t Get You Out of My Head Cathy Dennis, Robert Berkeley Davis | –                         |
| 2. Dezember 2001 – 8. Dezember 2001 1 Woche | 1                                         | Enrique Iglesias                                        | Hero Enrique M. Iglesias, Paul Michael Barry, Mark Taylor | –                         |
| 9. Dezember 2001 – 22. Dezember 2001 2 Wochen | 2                                         | Tears                                                   | M.U.S.I.C. Sergio Fertitta | –                         |
| 23. Dezember 2001 – 12. Januar 2002 3 Wochen | 3                                         | Bro’Sis                                                 | I Believe Alex Jörg Christensen, Peter Könemann, Jens Klein, Clyde Joseph Ward | –                         |

## Alben
| ← 2000 ← | Liste der Nummer-eins-Hits in der Schweiz | Liste der Nummer-eins-Hits in der Schweiz | Liste der Nummer-eins-Hits in der Schweiz | 2002 →                    |
| \| Zeitraum \| Wo. ges. \| Interpret \| Titel \| Zusätzliche Informationen \| \| (Zeitraum, Wochen auf Platz eins, Interpret, Titel, zusätzliche Informationen) \| \| \| \| \| \| ------------------------------------------------------------------------------ \| -------- \| --------------- \| ----------------------------- \| ------------------------- \| \| 10. Dezember 2000 – 3. Februar 2001 8 Wochen \| 8 \| The Beatles \| 1 \| – \| \| 4. Februar 2001 – 10. Februar 2001 1 Woche \| 1 \| Jennifer Lopez \| J.Lo \| – \| \| 11. Februar 2001 – 24. März 2001 6 Wochen \| 6 \| Gotthard \| Homerun \| – \| \| 25. März 2001 – 14. April 2001 3 Wochen (insgesamt 4) \| 4 \| No Angels \| Elle’ments \| – \| \| 15. April 2001 – 28. April 2001 2 Wochen \| 2 \| Rammstein \| Mutter \| – \| \| 29. April 2001 – 5. Mai 2001 1 Woche (insgesamt 4) \| 4 \| No Angels \| Elle’ments \| – \| \| 6. Mai 2001 – 12. Mai 2001 1 Woche \| 1 \| Lovebugs \| Awaydays \| – \| \| 13. Mai 2001 – 26. Mai 2001 2 Wochen \| 2 \| Destiny’s Child \| Survivor \| – \| \| 27. Mai 2001 – 9. Juni 2001 2 Wochen \| 2 \| R.E.M. \| Reveal \| – \| \| 10. Juni 2001 – 16. Juni 2001 1 Woche \| 1 \| Bon Jovi \| One Wild Night Live 1985–2001 \| – \| \| 17. Juni 2001 – 8. September 2001 12 Wochen \| 12 \| Manu Chao \| Próxima Estación: Esperanza \| – \| \| 9. September 2001 – 15. September 2001 1 Woche \| 1 \| Züri West \| Radio zum Glück \| – \| \| 16. September 2001 – 29. September 2001 2 Wochen \| 2 \| Jamiroquai \| A Funk Odyssey \| – \| \| 30. September 2001 – 20. Oktober 2001 3 Wochen \| 3 \| Zucchero \| Shake \| – \| \| 21. Oktober 2001 – 9. November 2001 3 Wochen (insgesamt 4) \| 4 \| Gölä \| Gölä III \| – \| \| 10. November 2001 – 17. November 2001 1 Woche \| 1 \| Michael Jackson \| Invincible \| – \| \| 18. November 2001 – 24. November 2001 1 Woche \| 1 \| Britney Spears \| Britney \| – \| \| 25. November 2001 – 1. Dezember 2001 1 Woche (insgesamt 4) \| 4 \| Gölä \| Gölä III \| – \| \| 2. Dezember 2001 – 8. Dezember 2001 1 Woche \| 1 \| Robbie Williams \| Swing When You’re Winning \| – \| \| 9. Dezember 2001 – 9. Februar 2002 9 Wochen \| 9 \| Anastacia \| Freak of Nature \| – \| |                                           |                                           |                                           |                           |
| ← 2000 |                                           |                                           |                                           | → 2002 →                  |
| Zeitraum | Wo. ges.                                  | Interpret                                 | Titel                                     | Zusätzliche Informationen |
| (Zeitraum, Wochen auf Platz eins, Interpret, Titel, zusätzliche Informationen) |                                           |                                           |                                           |                           |
| 10. Dezember 2000 – 3. Februar 2001 8 Wochen | 8                                         | The Beatles                               | 1                                         | –                         |
| 4. Februar 2001 – 10. Februar 2001 1 Woche | 1                                         | Jennifer Lopez                            | J.Lo                                      | –                         |
| 11. Februar 2001 – 24. März 2001 6 Wochen | 6                                         | Gotthard                                  | Homerun                                   | –                         |
| 25. März 2001 – 14. April 2001 3 Wochen (insgesamt 4) | 4                                         | No Angels                                 | Elle’ments                                | –                         |
| 15. April 2001 – 28. April 2001 2 Wochen | 2                                         | Rammstein                                 | Mutter                                    | –                         |
| 29. April 2001 – 5. Mai 2001 1 Woche (insgesamt 4) | 4                                         | No Angels                                 | Elle’ments                                | –                         |
| 6. Mai 2001 – 12. Mai 2001 1 Woche | 1                                         | Lovebugs                                  | Awaydays                                  | –                         |
| 13. Mai 2001 – 26. Mai 2001 2 Wochen | 2                                         | Destiny’s Child                           | Survivor                                  | –                         |
| 27. Mai 2001 – 9. Juni 2001 2 Wochen | 2                                         | R.E.M.                                    | Reveal                                    | –                         |
| 10. Juni 2001 – 16. Juni 2001 1 Woche | 1                                         | Bon Jovi                                  | One Wild Night Live 1985–2001             | –                         |
| 17. Juni 2001 – 8. September 2001 12 Wochen | 12                                        | Manu Chao                                 | Próxima Estación: Esperanza               | –                         |
| 9. September 2001 – 15. September 2001 1 Woche | 1                                         | Züri West                                 | Radio zum Glück                           | –                         |
| 16. September 2001 – 29. September 2001 2 Wochen | 2                                         | Jamiroquai                                | A Funk Odyssey                            | –                         |
| 30. September 2001 – 20. Oktober 2001 3 Wochen | 3                                         | Zucchero                                  | Shake                                     | –                         |
| 21. Oktober 2001 – 9. November 2001 3 Wochen (insgesamt 4) | 4                                         | Gölä                                      | Gölä III                                  | –                         |
| 10. November 2001 – 17. November 2001 1 Woche | 1                                         | Michael Jackson                           | Invincible                                | –                         |
| 18. November 2001 – 24. November 2001 1 Woche | 1                                         | Britney Spears                            | Britney                                   | –                         |
| 25. November 2001 – 1. Dezember 2001 1 Woche (insgesamt 4) | 4                                         | Gölä                                      | Gölä III                                  | –                         |
| 2. Dezember 2001 – 8. Dezember 2001 1 Woche | 1                                         | Robbie Williams                           | Swing When You’re Winning                 | –                         |
| 9. Dezember 2001 – 9. Februar 2002 9 Wochen | 9                                         | Anastacia                                 | Freak of Nature                           | –                         |

## Jahreshitparaden
| ← 2000 ← | Liste der Nummer-eins-Hits in der Schweiz | Liste der Nummer-eins-Hits in der Schweiz | Liste der Nummer-eins-Hits in der Schweiz | 2002 →   |
| \| Singles \| Position# \| Alben \| \| ------------------------------------------------------------------------------------------------------------------------------------------------------------------------------------- \| --------- \| ------------------------------------- \| \| Can’t Get You Out of My Head Kylie Minogue Cathy Dennis, Robert Berkeley Davis \| 1 \| Homerun Gotthard \| \| Played-A-Live (The Bongo Song) Safri Duo Morten Friis, Uffe Savery, Michael Parsberg \| 2 \| Gölä III Gölä \| \| Stan Eminem feat. Dido Dido Armstrong, Paul Philip Herman, Marshall Mathers \| 3 \| Próxima Estación: Esperanza Manu Chao \| \| Angel Shaggy feat. Rayvon Steven Haworth Miller, Eddie Curtis, Ahmet Ertegun, Chip Taylor \| 4 \| No Angel Dido \| \| Lady Marmalade Christina Aguilera, Mýa, Lil’ Kim & Pink Bob Crewe, Kenny Nolan \| 5 \| Shake Zucchero \| \| Let Me Blow Ya Mind Eve feat. Gwen Stefani Eve Jihan Jeffers, Andre Romell Young, Michael A. Elizondo Jr., Scott Spencer Storch \| 6 \| A Day Without Rain Enya \| \| Butterfly Crazy Town Michael Peter Balzary, Anthony Kiedis, Chad Gaylord Smith, John Anthony Frusciante, Bret H. Mazur, Seth Brooks Binzer \| 7 \| Not That Kind Anastacia \| \| Only Time Enya Musik: Eith Ní Bhraonáin, Nicholas Dominick Ryan; Text: Roma Shane Ryan \| 8 \| J.Lo Jennifer Lopez \| \| Family Affair Mary J. Blige Mary J. Blige, Andre Romell Young, Camara Kambon, Michael A. Elizondo Jr., Bruce Allen Miller, Luchana Nicole Lodge, Melvin Charles Bradford, Asiah Louis \| 9 \| Elle’ments No Angels \| \| Fallin’ Alicia Keys Musik: Til Schneider; Text: Alicia Keys \| 10 \| 1 The Beatles \| |                                           |                                           |                                           |          |
| ← 2000 |                                           |                                           |                                           | → 2002 → |
| Singles | Position#                                 | Alben                                     |                                           |          |
| Can’t Get You Out of My Head Kylie Minogue Cathy Dennis, Robert Berkeley Davis | 1                                         | Homerun Gotthard                          |                                           |          |
| Played-A-Live (The Bongo Song) Safri Duo Morten Friis, Uffe Savery, Michael Parsberg | 2                                         | Gölä III Gölä                             |                                           |          |
| Stan Eminem feat. Dido Dido Armstrong, Paul Philip Herman, Marshall Mathers | 3                                         | Próxima Estación: Esperanza Manu Chao     |                                           |          |
| Angel Shaggy feat. Rayvon Steven Haworth Miller, Eddie Curtis, Ahmet Ertegun, Chip Taylor | 4                                         | No Angel Dido                             |                                           |          |
| Lady Marmalade Christina Aguilera, Mýa, Lil’ Kim & Pink Bob Crewe, Kenny Nolan | 5                                         | Shake Zucchero                            |                                           |          |
| Let Me Blow Ya Mind Eve feat. Gwen Stefani Eve Jihan Jeffers, Andre Romell Young, Michael A. Elizondo Jr., Scott Spencer Storch | 6                                         | A Day Without Rain Enya                   |                                           |          |
| Butterfly Crazy Town Michael Peter Balzary, Anthony Kiedis, Chad Gaylord Smith, John Anthony Frusciante, Bret H. Mazur, Seth Brooks Binzer | 7                                         | Not That Kind Anastacia                   |                                           |          |
| Only Time Enya Musik: Eith Ní Bhraonáin, Nicholas Dominick Ryan; Text: Roma Shane Ryan | 8                                         | J.Lo Jennifer Lopez                       |                                           |          |
| Family Affair Mary J. Blige Mary J. Blige, Andre Romell Young, Camara Kambon, Michael A. Elizondo Jr., Bruce Allen Miller, Luchana Nicole Lodge, Melvin Charles Bradford, Asiah Louis | 9                                         | Elle’ments No Angels                      |                                           |          |
| Fallin’ Alicia Keys Musik: Til Schneider; Text: Alicia Keys | 10                                        | 1 The Beatles                             |                                           |          |